# Thelcticopis severa
Thelcticopis severa är en spindelart som först beskrevs av Ludwig Carl Christian Koch 1875.  Thelcticopis severa ingår i släktet Thelcticopis och familjen jättekrabbspindlar. Inga underarter finns listade i Catalogue of Life.